# 49 dnej
49 dnej (49 дней) è un film del 1962 diretto da Genrich Saulovič Gabaj.